# Véronique Trinquet
Véronique Marie Trinquet (Marsella, 15 de junio de 1956) es una deportista francesa que compitió en esgrima, especialista en la modalidad de florete. Participó en los Juegos Olímpicos de Montreal 1976, obteniendo una medalla de plata en la prueba por equipos.

## Palmarés internacional
| Juegos Olímpicos | Juegos Olímpicos  | Juegos Olímpicos | Juegos Olímpicos    |
| Año              | Lugar             | Medalla          | Prueba              |
| ---------------- | ----------------- | ---------------- | ------------------- |
| 1976             | Montreal (Canadá) | Medalla de plata | Florete por equipos |